# Hurricane Bianca
Hurricane Bianca ist eine US-amerikanische Independent-Komödie und ein LGBT-Film, der von Matt Kugelman gedreht und geschrieben wurde. Der Titel des Films nimmt Bezug auf Hauptdarstellerin Bianca Del Rio (eigentlich Roy Haylock), eine US-amerikanische Dragqueen, die durch ihren Sieg in der sechsten Staffel von RuPaul's Drag Race internationale Bekanntheit erlangte.
Die Fortsetzung Hurricane Bianca 2: From Russia with Hate wurde am 18. Mai 2018 veröffentlicht.

## Handlung
Ein Lehrer namens Richard zieht von New York City in eine kleine Stadt in Texas und beginnt mit der Arbeit an einer neuen Schule. Kurz darauf wird Richard geoutet und aus dem Schuldienst entlassen, was nach dem Staatsrecht in Texas legal ist. Richard verspürt das Bedürfnis, sich an den Personen zu rächen, die ihm gegenüber hasserfüllt sind und kehrt als Bianca Del Rio – die Drag Persona von Richard – an die Schule zurück.

## Hintergrund
Der Film berührt ernste soziale Themen, wie die Tatsache, dass es in 29 Bundesstaaten der Vereinigten Staaten legal ist, jemanden aufgrund seiner Homosexualität zu entlassen. Del Rio äußerte vor der Veröffentlichung des Films: „It's a serious topic, but it's done in a funny way.“ Regisseur Kugelman sagte, er hoffe, dass der Film ein Licht auf die Diskriminierung am Arbeitsplatz in den Vereinigten Staaten werfen wird: „My hope is that Hurricane Bianca will change minds and bring awareness to the issue. The film deals with a serious topic in a comedic way.“
Das Budget des Films wurde weitgehend durch umfangreiche Crowdfunding-Maßnahmen gedeckt. Die Planungen zum Film begannen bereits vor Del Rios Gewinn bei RuPaul's Drag Race. Kugelman schrieb die Hauptrolle speziell für Del Rio: „Tall, slender and glamorous, but with the mouth of a truck driver, I immediately thought that Bianca was a total movie character, and that this would be the story that I develop for my first feature.“ Mit dem Gewinn der Show erhielt Del Rio einen Geldpreis von 100.000 US-Dollar und erzielte zusätzliche Aufmerksamkeit für den Film. Neben RuPaul, konnten auch andere bekannte Drag Race-Alumni besetzt werden: Willam Belli, Shangela Laquifa Wadley, Joslyn Fox und Alyssa Edwards.
Nach einer kurzen Kinoauswertung wurde der Film ab dem 23. September 2016 als Video-on-Demand angeboten. Im Oktober 2016 folgte die DVD-Veröffentlichung.